# Badian
Badian (Illicium L.) – rodzaj roślin z rodziny cytryńcowatych Schisandraceae, dawniej w niektórych systemach wyodrębniany do monotypowej rodziny badianowatych (Illiciaceae). Obejmuje według różnych ujęć 32, 37 do 42 gatunków. Rośliny te występują głównie w Azji wschodniej i południowo-wschodniej. Kilka gatunków rośnie także w południowo-zachodniej Ameryce Północnej, w Ameryce Środkowej oraz w północno-wschodniej części Ameryki Południowej. Występują zwykle w lasach liściastych, wzdłuż strumieni, czasem na terenach skalistych.
Badian właściwy i w mniejszym stopniu kilka innych gatunków uprawiane są jako rośliny lecznicze i przyprawowe. Z owoców i pędów destyluje się olejek anyżowy dodawany do likierów. Owoce jako przyprawa stosowane były zwłaszcza w kuchni holenderskiej. Kora i owoce badianu japońskiego używane są w Japonii i Korei jako kadzidło, a roślina sadzona jest przy świątyniach i na cmentarzach. Jako gatunek ozdobny uprawiany jest też Illicium henryi o ciemnoczerwonych kwiatach oraz I. floridanum. Toksyczne nasiona wykorzystywane są do trucia ryb. Rośliny te były też surowcem do wyrobu pierwszych udokumentowanych insektycydów w II w. p.n.e. w Chinach.

## Morfologia

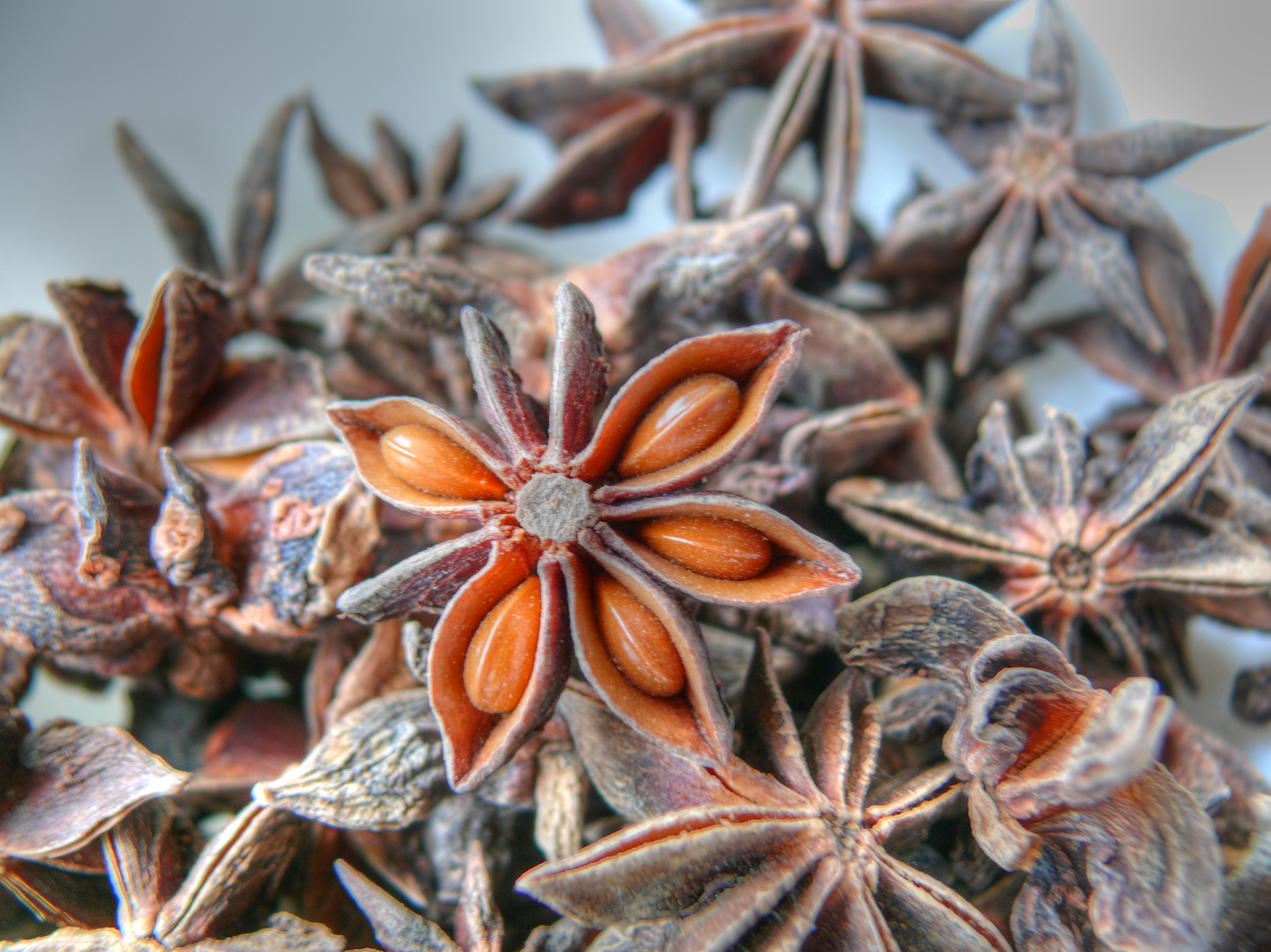
Owoce badianu właściwego

PokrójZimozielone krzewy i niewysokie drzewa, osiągające do 18 m wysokości. Pędy są nagie lub omszone za młodu. Młode pędy aromatyczne – zawierają komórki gromadzące żywice i olejki.
LiścieNaprzemianległe, zimozielone. Zwykle skupione na końcach pędów i tu czasem pozornie okółkowe lub naprzeciwległe. Liście bez przylistków, ogonkowe, pojedyncze. Blaszka cienka lub skórzasta, całobrzega, często podwinięta nieco na brzegu. Żyłki przewodzące pierzaste.
KwiatyDrobne, pojedyncze lub skupione po kilka w kątach liści, rzadko wyrastające z pnia (kaulifloria). Wzniesione lub zwisające. Listki okwiatu ułożone spiralnie, niezróżnicowane, liczne (od 7 do 33) i zwykle wąskie, białe, żółte lub czerwone. Pręcików jest od 5 do 15, osadzone są na grubych i krótkich nitkach i skupione są w pierścień (też wyrastają spiralnie) w szczytowej części osi kwiatu, która jest wyciągnięta i na której osadzone są wzniesione ku górze zalążnie w liczbie 7–15 (rzadko w nieco mniejszej lub większej liczbie) ze szczelinowatym znamieniem na powierzchni. W każdej zalążni znajduje się pojedynczy zalążek.
OwoceZalążnie podczas owocowania rozpościerają się na kształt gwiazdy. W każdej zalążni rozwija się pojedyncze nasiono zawierające drobny zalążek i duże, bogate w tłuszcze bielmo. Otwierające się wzdłuż brzusznego szwu dojrzałe owoce wyrzucają nasiona na odległość do kilku metrów.

## Systematyka

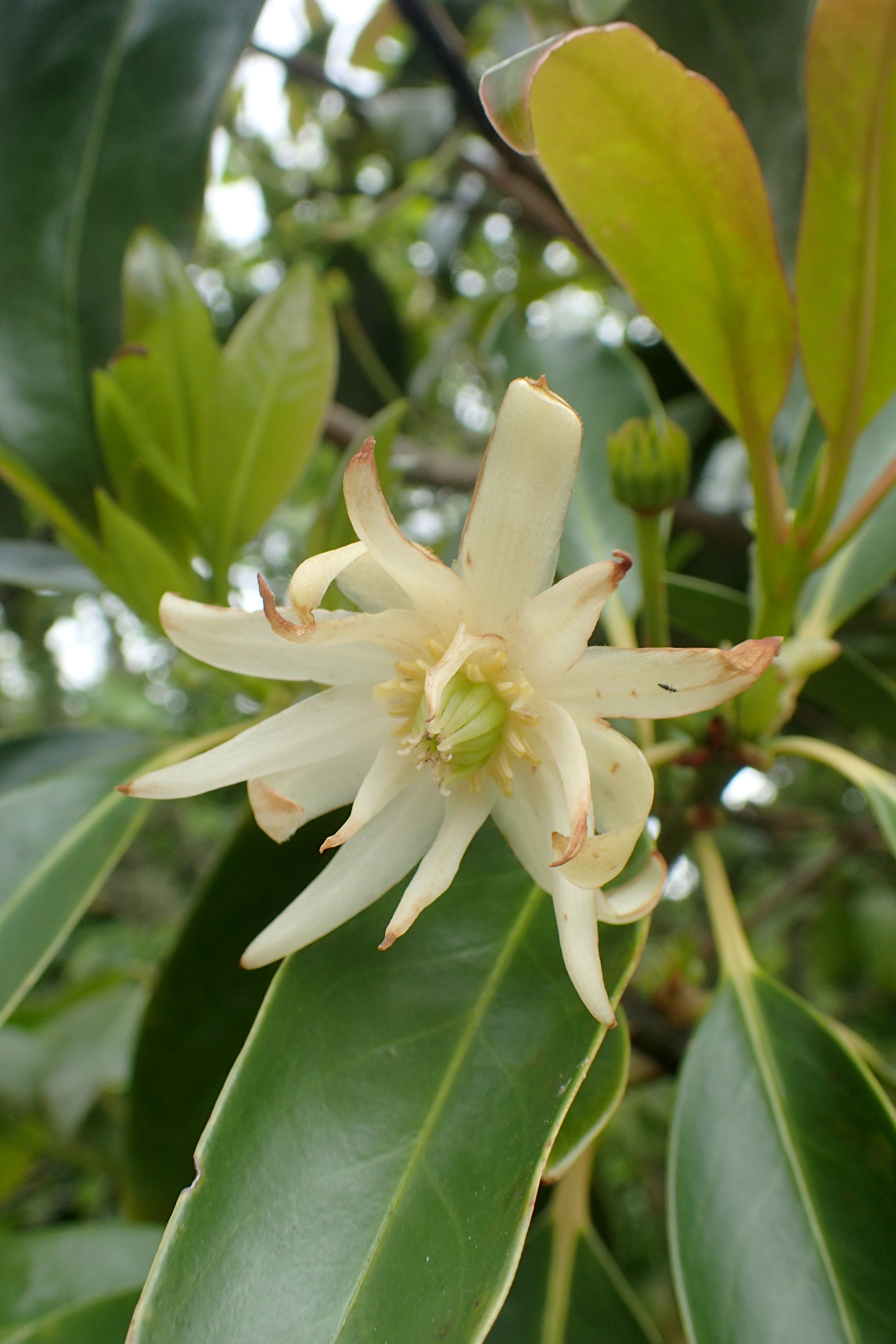
Kwiat Illicium majus

Rodzaj zaliczany jest albo do monotypowej rodziny badianowatych (Illiciaceae) (system Reveala z 1999, system APG II z 2003, system Takhtajana z 2009; w tym ostatnim przypadku wspólnie ze Schisandraceae tworzył rząd Illiciales) albo do obejmującej trzy rodzaje rodziny cytryńcowatych (system APG III z 2009 i APG IV z 2016).
Wykaz gatunków
- Illicium angustisepalum A.C.Sm.
- Illicium anisatum L. – badian japoński
- Illicium arborescens Hayata
- Illicium brevistylum A.C.Sm.
- Illicium burmanicum E.H.Wilson
- Illicium cubense A.C.Sm.
- Illicium difengpi B.N.Chang
- Illicium dunnianum Tutcher
- Illicium ekmanii A.C.Sm.
- Illicium floridanum J.Ellis
- Illicium griffithii Hook.f. & Thomson
- Illicium guajaibonense (Imkhan.) Judd & J.R.Abbott
- Illicium henryi Diels
- Illicium hottense A.Guerrero, Judd & A.B.Morris
- Illicium jiadifengpi B.N.Chang
- Illicium lanceolatum A.C.Sm.
- Illicium leiophyllum A.C.Sm.
- Illicium macranthum A.C.Sm.
- Illicium majus Hook.f. & Thomson
- Illicium merrillianum A.C.Sm.
- Illicium micranthum Dunn
- Illicium modestum A.C.Sm.
- Illicium pachyphyllum A.C.Sm.
- Illicium parviflorum Michx. ex Vent.
- Illicium parvifolium Merr.
- Illicium petelotii A.C.Sm.
- Illicium philippinense Merr.
- Illicium ridleyanum A.C.Sm.
- Illicium simonsii Maxim.
- Illicium stapfii Merr.
- Illicium sumatranum A.C.Sm.
- Illicium tashiroi Maxim.
- Illicium tenuifolium (Ridl.) A.C.Sm.
- Illicium ternstroemioides A.C.Sm.
- Illicium tsaii A.C.Sm.
- Illicium verum Hook.f. – badian właściwy
- Illicium wardii A.C.Sm.